# José Bermúdez
Pour les articles homonymes, voir Bermúdez et Espinoza.
José María Bermúdez Espinoza, né le 15 août 1975 au Nicaragua, est un footballeur international nicaraguayen, qui évoluait au poste d'attaquant. 
Il compte 15 sélections et 2 buts en équipe nationale entre 1995 et 2001.

## Biographie

### Carrière de joueur
En février 1997, José Bermúdez marque 9 buts lors d'un match du championnat, Diriangén contre Los Pinares, un record qui tient encore aujourd'hui (victoire 14-0 du Diriangén).

### Carrière internationale
José Bermúdez est convoqué pour la première fois par le sélectionneur national Mauricio Cruz pour un match de la Coupe UNCAF 1995 contre le Panama en octobre 1995. Par la suite, le 20 avril 1997, il inscrit son premier but en sélection contre le Guatemala, lors d'un match de la Coupe UNCAF 1997 (défaite 6-1). Il reçoit sa dernière sélection le 27 mai 2001 contre le Panama (défaite 6-0). 
Il dispute trois Coupes UNCAF en 1995, 1997 et 2001.
Il compte 15 sélections et 2 buts avec l'équipe du Nicaragua entre 1995 et 2001. 

## Statistiques

### Buts en sélection
Le tableau suivant liste les résultats de tous les buts inscrits par José Bermúdez avec l'équipe du Nicaragua.